# テレンス・ホッブス
テレンス・ホッブス（Terrance Hobbs、1970年4月6日 - ）は、アメリカ合衆国のデスメタル・ギタリスト。デスメタル・バンド「サフォケイション」のメンバー。フランク・ミューレンとマイク・スミスと高校時代に出会い、同バンドを結成した。ホッブスは、同じくスフォケーションのメンバーであるデレク・ボイヤーをフィーチャーしたデス・グラインド・プロジェクト「クリミナル・エレメント」でも活動していた。

## プレイスタイル
ホッブスはデスメタルシーンにおいて、高速で反復的な小節リフに、振り切れたテクニカルな予期せぬパターンを密接に組み合わせたことで有名である。通常、彼の細切れで奇妙なサウンドの「あざとい」ような速弾きは、ダイブボム、トリル、その他の珍しいテクニックの形で、特徴的なトレモロの使用を伴うことで有名である。
3rdアルバム『Pierced from Within』では、雰囲気たっぷりの手のひらでパームミュートブレイクダウンや複雑なリフ、また1stアルバム『Effigy of the Forgotten』や4thアルバム『Souls to Deny』など、その例が数多く含まれている。

## 使用機材
主にB.C.リッチ・ワーロックにフロイド・ローズのロッキング・トレモロ、ディマジオSuper Distortionブリッジ・ピックアップ、Gotohチューナー、ダダリオ弦を取り付けたカスタムを使用している。ペダルはMaxon OD-9オーバードライブペダル、Boss NS-2 Noise Suppressor。アンプはPeavey 6505+をVaderのキャビネットで鳴らしている。